# Nya Svärdet (1625)
Nya Svärdet, eller ibland enbart Svärdet, var ett örlogsfartyg och ett handelsfartyg byggt och sjösatt 1625 på skeppsvarvet i Västervik.
Längden var drygt 40 meter och bredden cirka 10. Nya Svärdet var en erkänt god seglare, bestyckad med 18 stycken 12-pundiga, 8 stycken 3-pundiga och några mindre kanoner. Besättningen uppgick till cirka 150 man. Nya Svärdet deltog i flera av de svenska sjötågen, bland annat i det stora slaget i Öresund 1658 mot en holländsk flotta. Efter slaget sökte fartyget sig in mot Landskrona, men sjönk i inloppet. Orsaken kan ha varit att det 33 år gamla skeppet var i dåligt skick efter slaget. Åren efter förlisningen bärgades ett fåtal kanoner från vraket. Nya Svärdet finns inprickat eller är omnämnt på kartor och seglingsbeskrivningar från 1600- och 1700-talet. Anledningen till detta är att hon utgjort ett hinder för sjöfarten.

## Vraket
Under 1800- och 1900-talen har omfattande muddringsarbeten företagits i Landskrona hamn. Den antikvariska kontrollen har varit dålig och det går inte att uppskatta hur mycket av Nya Svärdet som försvunnit. Vraket, som ligger mycket utsatt på inseglingsrännans kant, har delvis rasat och därigenom har en mängd konstruktionsdetaljer, bland annat en del av skeppssidan med spant, bordläggning och garnering frilagts.
Nya Svärdet ligger på två till elva meters djup med kraftig slagsida. Synlig längd är cirka 35 meter och bredden sex till sju meter. En koncentration av skeppstimmer finns i den östra delen, medan vrakets västra delen endast är representerad av ett par kraftiga timmer. Trävirket under sanden är mycket välbevarat. Sportdykare har rapporterat att tegel har observerats i området. Dessa kan härröra från fartygets kabyss.
En sidescan/subbottomundersökning visade att vraket har ett utbredningsområde på ungefär 18 x 60 meter, samt att fyndmaterialet går långt ner i botten. Vrakmassorna sträcker sig även ut i den muddrade djuprännan. Troligen ligger stora delar av skrovets nedre del bevarat under sanden. Nedanför Nya Svärdet ligger resterna av en mindre klinkbyggd båt som kan ha ett samband med vraket.